# 福井県立恐竜博物館
福井県立恐竜博物館（ふくいけんりつきょうりゅうはくぶつかん、英: Fukui Prefectural Dinosaur Museum、略: FPDM）は、福井県勝山市村岡町の長尾山総合公園（かつやま恐竜の森）内にある、恐竜を主たるテーマとした自然史博物館。2000年（平成12年）7月14日に開館、2023年（令和5年）7月14日にリニューアルオープンした。カナダのロイヤル・ティレル古生物学博物館、中国の自貢恐竜博物館と並び、世界三大恐竜博物館と称される。観覧券は、事前予約購入制。
博物館に程近い勝山市北谷町の手取層群北谷層（下部白亜系）からは、恐竜のほか、ワニ、カメ、魚類、淡水生貝類、陸生植物などの化石が産出している。この化石発掘現場は、2014年7月から野外恐竜博物館の一部として、見学することができる。2009年10月に、勝山市全域が恐竜渓谷ふくい勝山ジオパークとして日本ジオパークに認定された。2017年2月には、勝山で発見された5種の新種の恐竜の化石標本とその発掘現場が「学術上重要な標本とその産地として貴重である」と認められ、「勝山恐竜化石群及び産地」として国指定天然記念物（地質・鉱物）に指定された。

## 概要

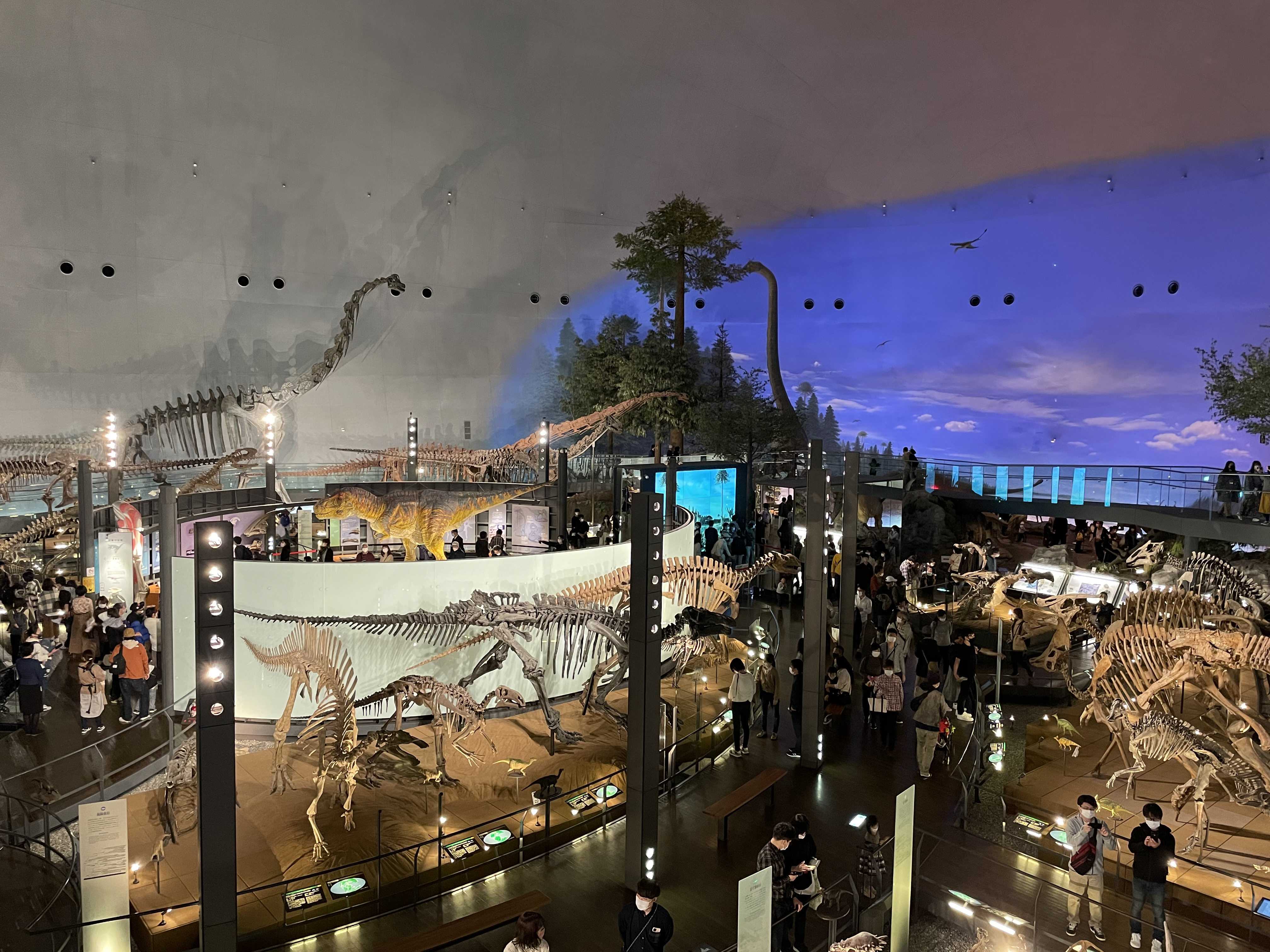
メインホール「恐竜の世界」

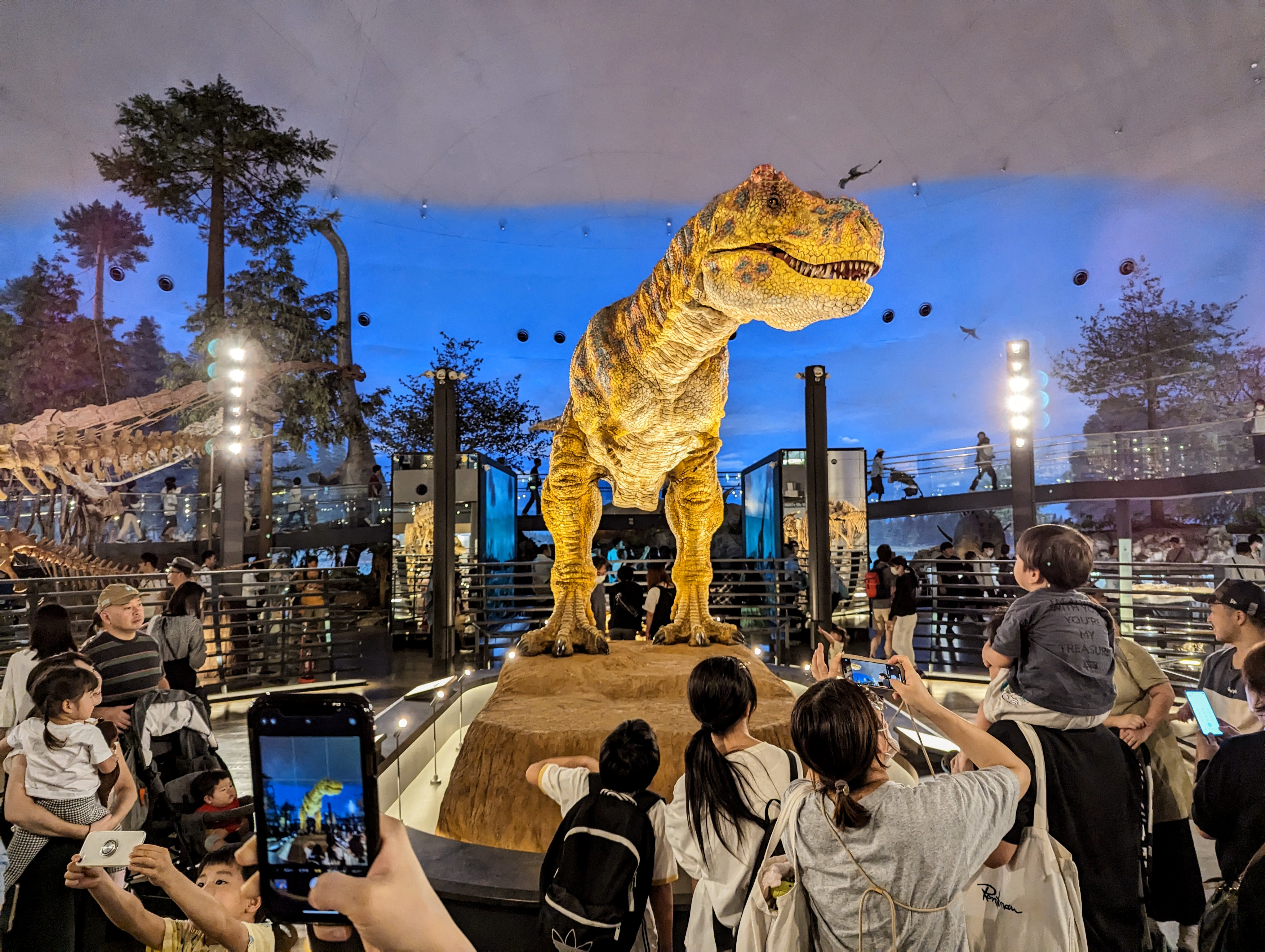
「恐竜の世界」中央に展示されているティラノサウルスの実物大ロボット

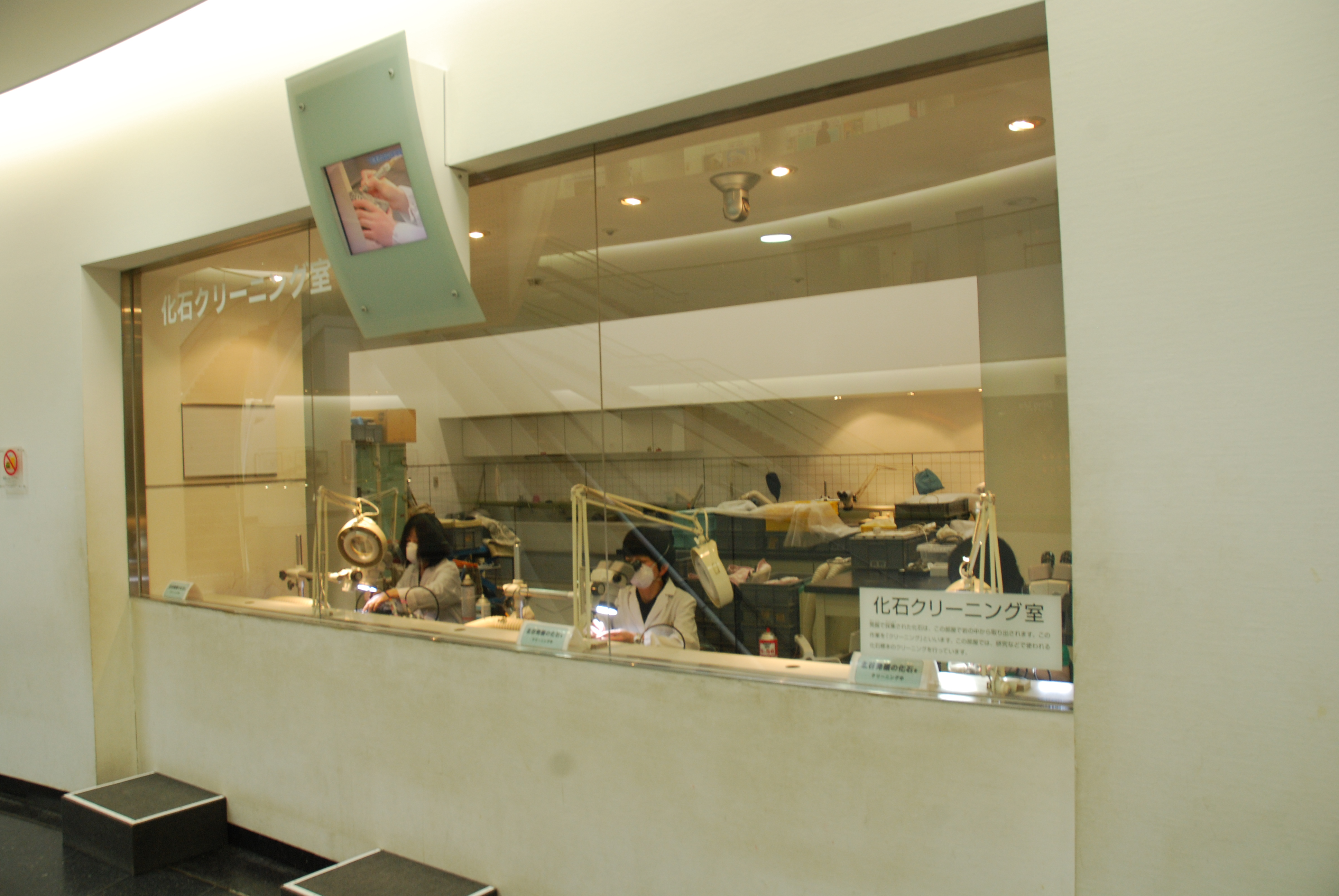
化石クリーニング室

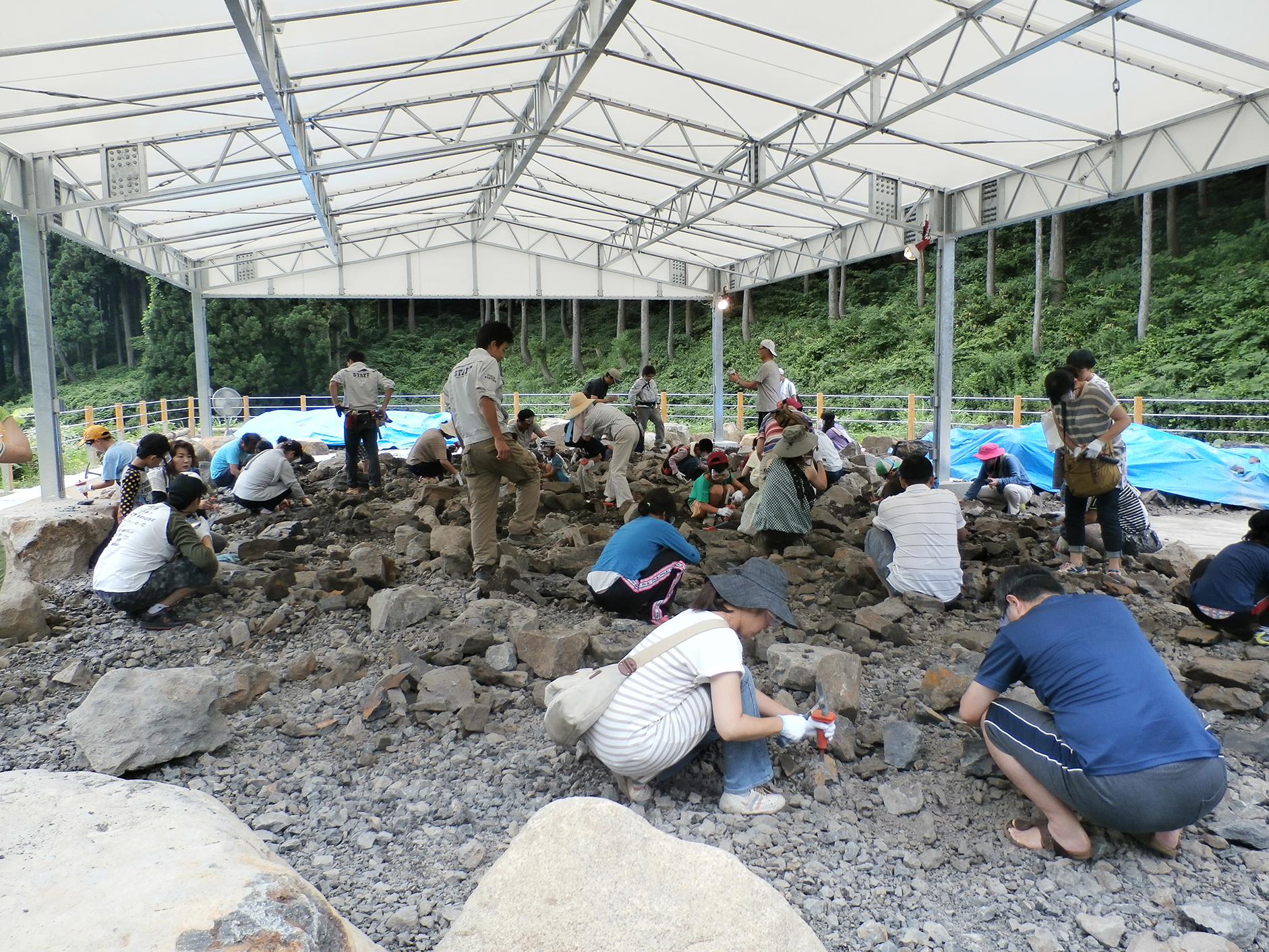
化石発掘体験

2000年に竣工した本館と2023年に増築された新館のほか、2014年に屋外に設けられた野外恐竜博物館などがある。
本館1階には恐竜の全身骨格化石がある。この常設展示室は長径84メートル、短径55メートル、広さ4500平方メートル、天井の高さ約37メートルのドーム型の巨大な無柱空間となっている。恐竜の全身骨格化石は2023年のリニューアルで44体から50体に展示数が増やされた。この中には、福井県で発掘された5種のうち復元されたフクイサウルス、フクイラプトル、フクイベナートルの全身骨格もある。
恐竜の全身骨格の展示のうちカマラサウルスやアロサウルスなど一部は実物の骨の化石を用いて組み上げられている。展示物の『複製』の記載の有無で判別できるほか、博物館配布の利用案内などには実物の説明がある。特にカマラサウルスは、アメリカで発掘された骨を当館でクリーニング作業を行って組み立てたものである。
本館2階は「生命の歴史」ゾーンとなっており、「中生代の海の爬虫類」コーナーには2023年のリニューアルで長さ13mのティロサウルス、翼竜プテロダウストロ、潜水鳥ヘスペロルニスが新たに追加された。
本館の入口に向かって右手には本館よりも一回り小ぶりの銀色のドームの新館が増築された。新館には特別展示室があり、高さ9メートル、幅16メートルの画面3面をコの字形に配置した3面ダイノシアターがある。新館の一階から三階まで吹き抜けの空間には「恐竜の塔」と呼ばれるシンボルモニュメントが設置されている。新館3階は化石研究体験の体験施設となっている。
地域の学校向けに、恐竜授業をはじめとする学校教育支援プログラムを提供しており、また2013年4月には福井県立大学の附属機関として恐竜学研究所が永平寺町に開設され、福井県立恐竜博物館の研究員らが中心となって、博物館と連携しながら、国際的な学術研究・教育活動や人材交流を推進している。
野外恐竜博物館は化石の発掘現場付近に設けられ、実物化石の展示や発掘現場の観察広場がある。専用バス（恐竜バス）で行くツアーがあり、ここでは発掘現場から掘り出された石を叩いて発掘体験をすることができる。また、発掘調査の歴史と発掘作業のようすや足跡化石などを紹介する映像が流れ、終わると外の発掘現場が見える。野外恐竜博物館は2022年8月4日の記録的大雨により臨時休館となっていたが、2023年7月のリニューアルオープンに合わせて再開した。
付属施設としてダイノライブラリー（図書室）、ショップ、レストランがあり、レストラン内にも化石の展示がある。

## 沿革
1982年（昭和57年）に勝山市北谷の杉山川流域で、中生代白亜紀前期のワニ類の全身骨格化石が発見された事が発端となり、1988年（昭和63年）に同地で福井県立博物館職員による予備調査が実施され、小型肉食恐竜の歯化石が発見された。博物館施設としては、当館の前身である福井県立博物館が、自然、歴史、民俗、産業に関する展示などを行う総合博物館として、1984年（昭和59年）に福井市に開館した。その後、2000年に自然史分野に関する展示が勝山市に新規開館した福井県立恐竜博物館へと移管された。2013年7月に設立されたアジア恐竜協会の事務局が博物館内に置かれている。
2022年（令和4年）12月からのリニューアル工事で本館の常設展示の変更や新館の増築を行い、2023年（令和5年）7月14日に再オープンした。

### 年表
- 1984年（昭和59年）4月 - 当館の前身である福井県立博物館が福井県福井市に開館。
- 1989年（平成元年）4月 - 1993年（平成5年）までの5カ年計画で、第一次恐竜化石発掘調査を実施[20]。
- 1995年（平成7年）4月 - 1999年（平成11年）までの5カ年計画で、第二次恐竜化石発掘調査を実施[21][22]。
- 1996年（平成8年）4月 - 福井県教育委員会文化課に恐竜博物館建設準備グループが設置される[17]。
- 1996年（平成8年）12月 - 恐竜博物館（仮称）建設準備委員会が設置される[17]。
- 1998年（平成10年）7月 - 恐竜博物館（仮称）起工式を挙行[17]。
- 2000年（平成12年）6月 - 恐竜博物館（仮称）が竣工[17]。
- 2000年（平成12年）
  - 7月14日 - 福井県勝山市に福井県立恐竜博物館が開館[17]。
  - 7月20日から9月17日まで - 長尾山総合公園をメイン会場として恐竜エキスポふくい2000が開催[23]。
- 2007年（平成19年）7月 - 2010年（平成22年）までの4カ年計画で、第三次恐竜化石発掘調査を実施[24]。
- 2013年（平成25年）7月 - 館内にアジア恐竜協会の事務局を設置[18]。
- 2013年（平成25年）7月 - 第四次福井県恐竜化石発掘調査を開始[25]。
- 2014年（平成26年）7月19日 - 勝山市北谷の恐竜化石発掘現場近くに野外恐竜博物館がオープン[17]。
- 2022年（令和4年）12月5日 - リニューアル工事のため休館[26]。
- 2023年（令和5年）7月14日 - リニューアルオープン[19][26]。

## 建築概要
データは福井県立恐竜博物館による。
- 所在地：福井県勝山市村岡町寺尾51-11
- 設計：黒川紀章
- 起工：1998年（平成10年）7月
- 竣工：2000年（平成12年）6月
- 敷地面積：約30,000 m2
- 延床面積：約15,000 m2
- 構造・規格：鉄筋コンクリート造 地上3階・地下1階、常設展示室（恐竜ホール）の寸法は、高さ約37 m、長径84 m、短径55 m、エスカレーターの長さは約33 m
- 総事業費：建築工事費が91億5000万円、展示工事費が31億円、その他の費用を合わせて総額約140億円

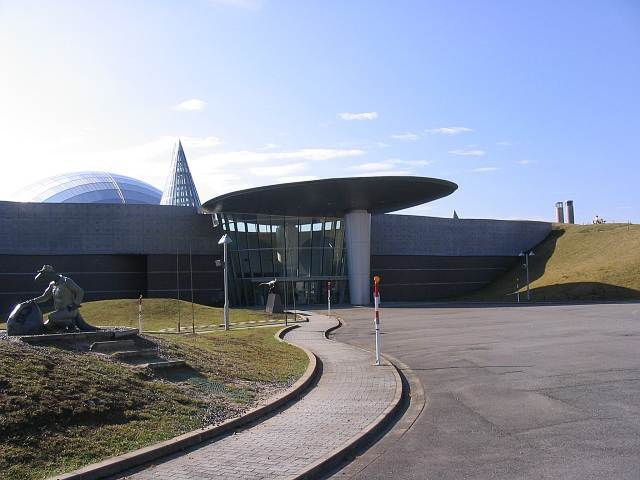
リニューアル前の外観
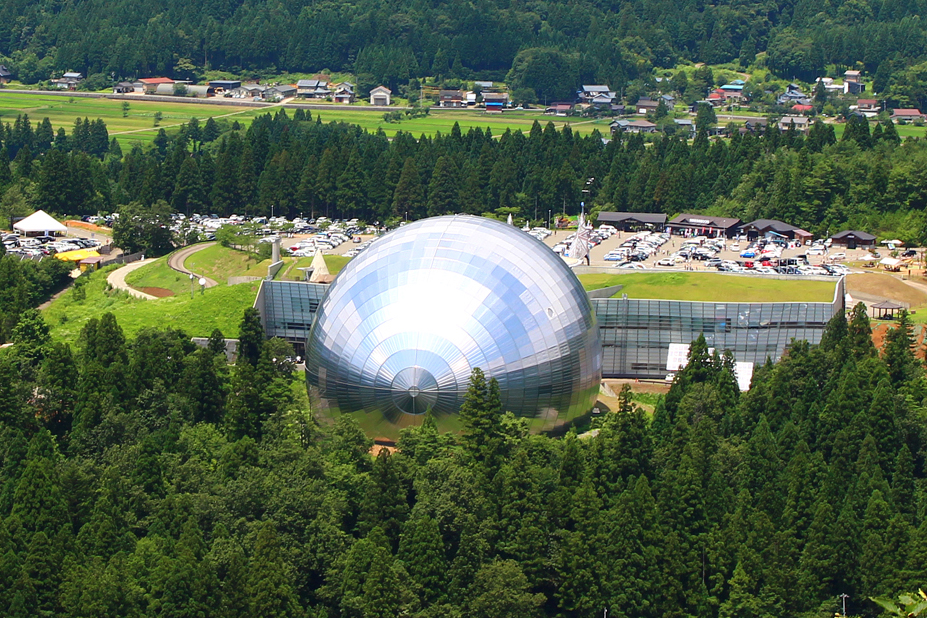
リニューアル前の外観（俯瞰）
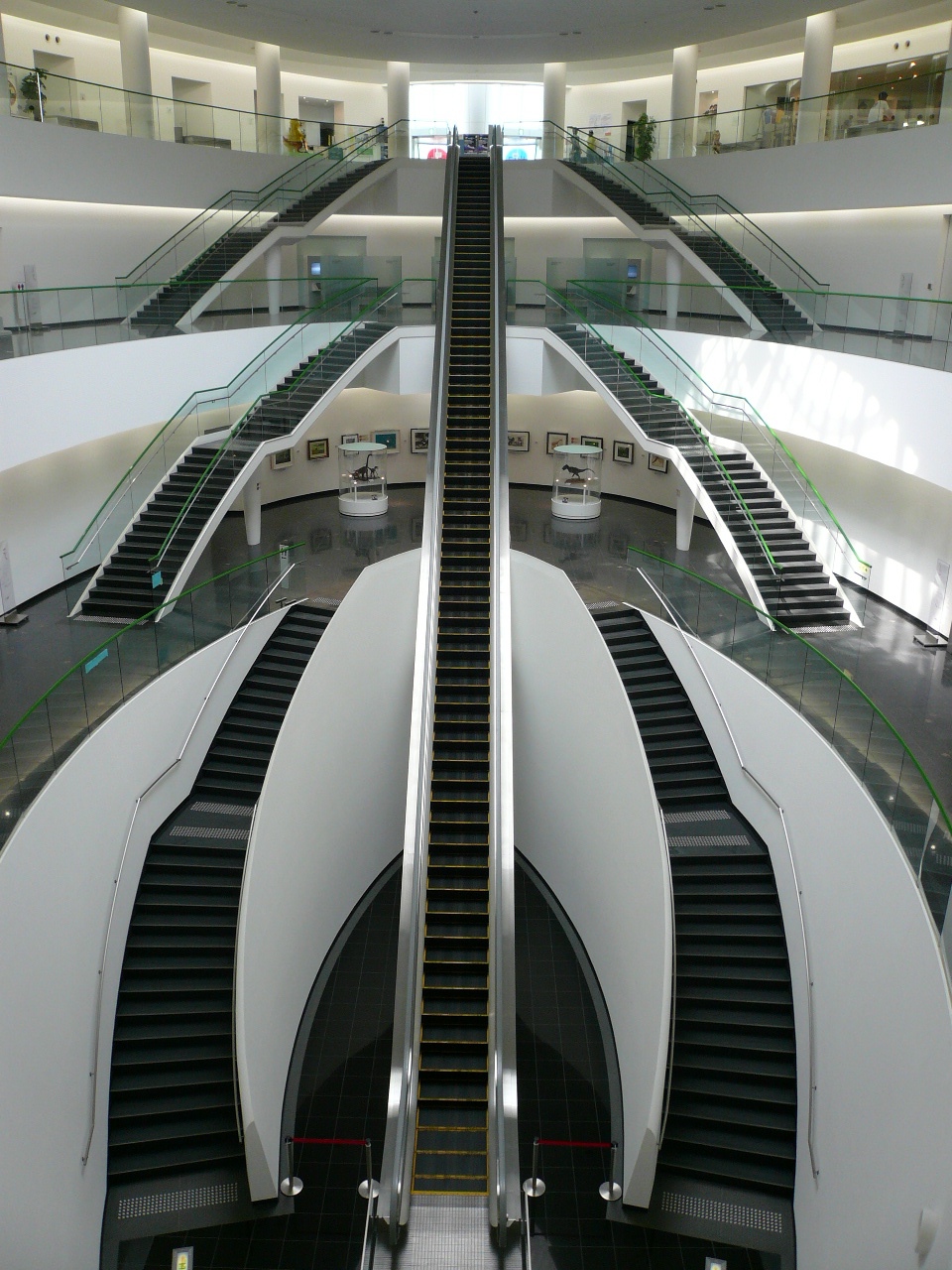
館内のエスカレーターと階段

## 姉妹提携
学術研究や教育普及活動、資料収集、さらには展示・収蔵品の貸借等の相互交流を目的として、以下に示した複数の研究機関と姉妹提携を結んでいる。（カッコ内は締結年月日）
- ロイヤル・ティレル古生物学博物館（2000年11月23日）
- 中国科学院古脊椎動物古人類学研究所（2001年3月6日）
- 浙江自然博物館（中国語版）[29]（2004年3月12日）
- 自貢恐竜博物館（2008年3月22日）
- カーネギー自然史博物館（2010年3月17日）
- 中国地質科学院（中国語版）地質研究所（2010年7月8日）
- 河南省地質博物館（中国語版）（2010年9月28日）
- モンタナ州立大学（英語版）付属ロッキー博物館（2011年7月7日）
- シリントーン博物館（タイ語版）（2014年11月25日）

## 特別展・企画展
2001年（平成13年）より毎年、定期的に特別展が開催されているほか、不定期に企画展が開催されることがある。
括弧内は、開催期間、開催日数、入場者数、場所。場所については、特記のない場合、福井県立恐竜博物館3F特別展示室。

### 2000年代
- 2001年
  - 開館1周年記念特別展「ロイヤル・ティレル古生物学博物館の恐竜たち」[31]（2001年7月7日 - 10月31日、101日間、約105,000人）
- 2002年
  - 「眠りからさめた福井の恐竜たち ―福井県恐竜化石調査成果と収蔵庫の化石―」[32]（2002年7月20日 - 9月1日、44日間、約77,000人）
- 2003年
  - 「オーロラをみた恐竜たち ～北極・南極圏の恐竜とアジアの仲間たち～」[33]（2003年7月19日 - 9月15日、53日間、約76,000人）
- 2004年
  - 「中国大陸の6億年 ～恐竜の里、浙江省の化石たち～」[34]（2004年7月10日 - 9月26日、76日間、約80,000人）
- 2005年
  - 「福井の恐竜と化石の世界 ～若狭に恐竜たちがやってきた!!～」[35]（2005年4月29日 - 5月15日、17日間、福井県立若狭歴史民俗資料館）
  - 開館5周年記念「大空に羽ばたいた恐竜たち展」[36]（2005年7月15日 - 11月3日、108日間、約76,000人）
- 2006年
  - 「恐竜以前 ―エディアカラの不思議な生き物たち―」[37]（2006年7月14日 - 10月9日、86日間、約86,000人）
- 2007年
  - 「クジラが陸を歩いていた頃 ―恐竜絶滅後の王者」[38]（2007年7月13日 - 10月8日、88日間、約127,000人）
- 2008年
  - 「K/T ―絶滅期の恐竜と新時代の生き物たち―」[39]（2008年7月11日 - 10月13日、92日間、約125,000人）
- 2009年
  - 「発掘した福井の恐竜」[40]（2009年3月20日 - 3月29日、10日間、福井県立若狭歴史民俗資料館）
  - 「恐竜のくらした森 ―恐竜は花を見たか？」[41]（2009年7月10日 - 10月12日、93日間、約124,000人）

### 2010年代
- 2010年
  - 開館10周年記念特別展「アジア恐竜時代の幕開け ―巨大恐竜の進化―」[42]（2010年7月9日 - 11月7日、122日間、約188,000人）
- 2011年
  - 「新説・恐竜の成長 ～The Growth and Behavior of Dinosaurs～」[43]（2011年7月8日 - 10月10日、92日間、179,542人）
  - 新春企画展「恐竜年の幕開け ―三畳紀の恐竜と恐竜絵画・彫刻コレクション―」[44]（2011年12月23日 - 2012年1月31日）
- 2012年
  - 「世界に誇ろう、福井の恐竜」[45]（2012年3月16日 - 27日、12日間、福井県立若狭歴史民俗資料館）
  - 「翼竜の謎 ―恐竜が見あげた『竜』」[46]（2012年7月6日 - 10月8日、92日間、約141,000人）
- 2013年
  - 春の企画展「迫力の肉食恐竜たち」[47]（2013年3月23日 - 5月7日）
  - 「発掘！発見！1億年の時を越えて ～福井県恐竜化石発掘25年記念～」[48]（2013年7月12日 - 10月14日、95日間、約180,000人）
- 2014年
  - 2014春の特別企画「恐竜時代の巨大隕石衝突」「スピノサウルス科」[49]（2014年3月21日 - 5月13日）
  - 「スペイン 奇跡の恐竜たち」[50]（2014年7月11日 - 10月13日、92日間、176,405人）
- 2015年
  - 開館15周年記念「南アジアの恐竜時代」[51]（2015年7月10日 - 10月12日、95日間、224,470人）
  - 新着標本展「Newcomer Collections ～はじめまして！ぼくたち新参者です！～」[52]（2015年11月14日 - 2016年5月8日）
- 2016年
  - 「恐竜の大移動 ～ティラノサウルス類と角竜の起源と進化～」[53]（2016年7月8日 - 10月10日、92日間、237,603人）
- 2017年
  - 「恐竜の卵 ～恐竜誕生に秘められた謎～」[54]（2017年7月14日 - 10月15日、91日間、210,867人）
  - 2017年度秋冬企画展「鎧（ヨロイ）をまとった恐竜たち」[55]（2017年11月17日 - 2018年1月21日）
- 2018年
  - 2018年春の企画展「発掘2017 ～この1年の研究成果から～」[56]（2018年3月17日 - 5月6日）
  - 「獣脚類：鳥に進化した肉食恐竜たち」[57]（2018年7月13日 - 10月14日、94日間、263,698人）
  - 2018年度冬期企画展「恐竜美術館 ～アートでよみがえる恐竜たち～」[58]（2018年11月30日 - 2019年1月20日）
- 2019年
  - 2019年春期企画展「発掘2018 ～in 福井 ＆ タイ～」[59]（2019年3月16日 - 5月6日）
  - 令和元年度・福井テレビ開局50周年記念特別展「恐竜の脳力 ～恐竜の生態を脳科学で解き明かす～」[60]（2019年7月12日 - 10月14日、95日間、214,004人）
  - 2019年度冬期企画展「新種発見!! 恐竜につけられた名前のひみつ」[61]（2019年11月30日 - 2020年1月19日）

### 2020年代
- 2020年
  - 開館20周年記念企画展「福井の恐竜新時代」[62]（2020年7月23日 - 11月3日）
  - 2020年度冬期企画展「恐竜の足跡　足跡からわかる恐竜たちの生態」（2020年12月19日 - 2021年2月28日）
- 2021年
  - 2021年春期企画展「生命躍る海　～その知られざる世界を探る！～」（2021年3月20日 - 2021年5月9日）
  - 特別展「海竜 恐竜時代の海の猛者（モサ）たち」（2021年7月16日 - 10月31日＜2022年1月10日までに延長＞）[63]
- 2022年
  - 2022年春期企画展「比べて楽しむ古生物の世界」（2022年3月19日 - 2022年5月8日）
- 2023年
  - 2023年春期企画展「ＴＨＥ恐竜ｉｎ福井 ～恐竜博物館を飛び出した恐竜たち～」（2023年4月21日 - 2023年5月14日、福井県産業会館1号館展示場）
- 2024年
  - 特別展「バッドランドの恐竜たち　北アメリカの１億年」（2024年7月12日 - 11月4日）[64]

## 福井県で発見された新種の恐竜

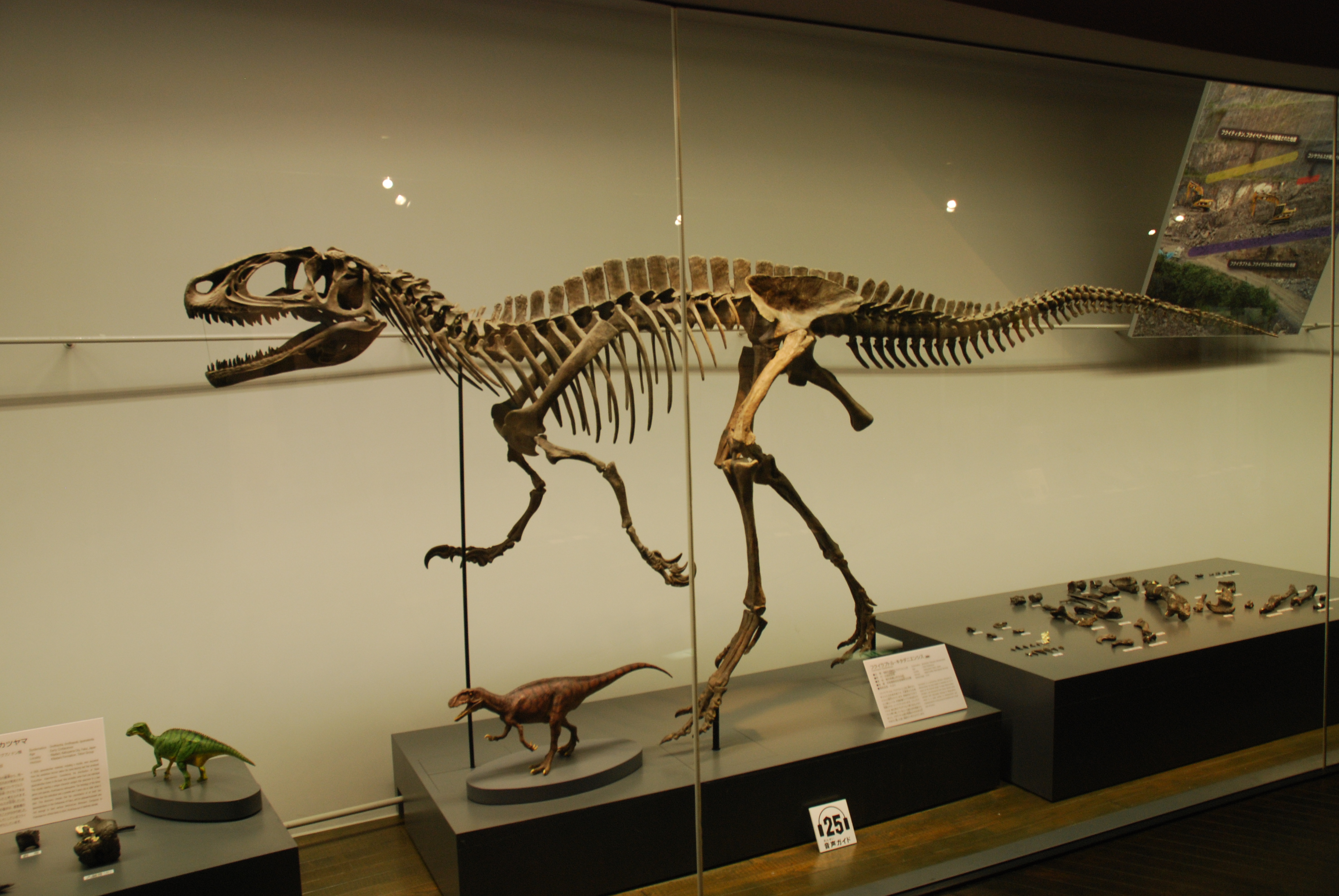
フクイラプトルの全身骨格

福井県の恐竜化石発掘調査で発見され、学名が付いた新属新種の恐竜類（鳥類を含む）を以下に挙げる。括弧内は、学名が認められた論文の発表年。
- フクイラプトル・キタダニエンシス（2000年）[65]
- フクイサウルス・テトリエンシス（2003年）[66]
- フクイティタン・ニッポネンシス（2010年）[67]
- コシサウルス・カツヤマ（2015年）[68]
- フクイベナートル・パラドクサス（2016年）[69]
- フクイプテリクス・プリマ（2019年）[70]
- ティラノミムス・フクイエンシス（2023年）[71]

## 著名な関係者
- 東洋一（福井県立恐竜博物館名誉顧問、福井県立大学名誉教授）
- 濱田隆士（初代館長）